# Giovanni Carlo Bandi
Giovanni Carlo Bandi (Cesena, 17 de julho de 1709 - Ímola, 23 de março de 1784) foi um cardeal do século XVIII

## Nascimento
Nasceu em Cesena em 17 de julho de 1709. Filho do conde Francesco Bandi e da condessa Cornelia Zangheri. Ele era tio do Papa Pio VI por parte de mãe.

## Educação
Estudou na Universidade de Fermo onde doutorou-se em utroque iure , tanto em direito canônico como em direito civil, em 9 de dezembro de 1734.

## Sacerdócio
Ordenado em 18 de setembro de 1734. Auditor do Cardeal Tommaso Ruffo. Mais tarde, foi vigário geral da sede suburbana de Ostia.

## Episcopado
Eleito bispo titular de Botri e nomeado sufragâneo de Ostia e Velletri em 18 de dezembro de 1744. Consagrado em 28 de dezembro de 1744 por Carlo Alberto Guidobono Cavalchini, auxiliado por Giovanni Andrea Tria, arcebispo titular de Tiro e por Gherardo Antonio Volpe, bispo de Nocera de 'Pagani. Transferido para a Sé de Ímola em 20 de março de 1752.

## Cardinalato
Criado cardeal e reservado in pectore no consistório de 29 de maio de 1775; publicado no consistório de 11 de setembro de 1775; recebeu o chapéu vermelho e o título de S. Maria del Popolo.

## Morte
Morreu em Ímola em 1784.